# کوبایی‌ها
کوبایی‌ها (اسپانیایی: Cubanos‎) افرادی که در کوبا زاده شده‌اند و کسانی که دارای تابعیت کوبایی می‌باشند، هستند. کوبا یک کشور چند نژادی است، که محل زندگی مردمی با گذشته‌های قومی، مذهبی و ملیتی مختلف، می‌باشد.

## گروه‌های نژادی و قومی
جمعیت کوبا در سال ۲۰۱۲ برابر با ۱۱٬۱۶۷٬۳۲۵ نفر بود. بزرگ‌ترین جمعیت شهری کوبایی‌ها در کوبا (۲۰۱۲) در هاوانا (۲٬۱۰۶٬۱۴۶)، سانتیاگو د کوبا (۵۰۶٬۰۳۷)، اولگین (۳۴۶٬۱۹۵)، کاماگوی (۳۲۳٬۳۰۹)، سانتا کلارا (۲۴۰٬۵۴۳) و گوانتانامو (۲۲۸٬۴۳۶) می‌باشد.